# NGC 985
NGC 985 est une lointaine et vaste galaxie spirale barrée à anneau. Elle est située dans la constellation de la Baleine. NGC 985 a été découverte par l'astronome américain Francis Leavenworth en 1886.

## Caractéristiques
Sa vitesse par rapport au fond diffus cosmologique est de 12 710 ± 27 km/s, ce qui correspond à une distance de Hubble de 187 ± 13 Mpc (∼610 millions d'al).
La classe de luminosité de NGC 985 est V-VI et c'est une galaxie active de type Seyfert 1 (Sy 1). NGC 985 est une galaxie dont le noyau brille dans le domaine de l'ultraviolet. Elle est inscrite dans le catalogue de Markarian sous la cote Mrk 1048 (MK 1048).